# Emil Erlenmeyer

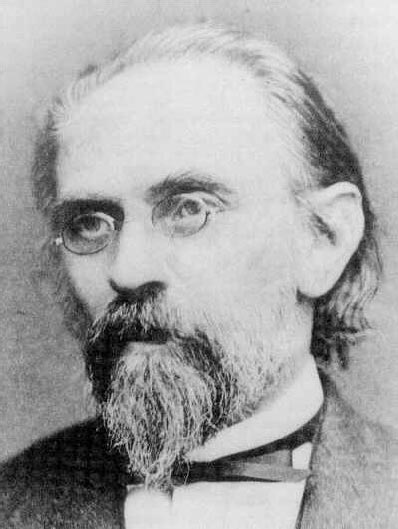
Emil Erlenmeyer

Richard August Carl Emil Erlenmeyer (Taunusstein-Wehen, 28 juni 1825 – Aschaffenburg, 22 januari 1909) was een Duitse chemicus, doorgaans bekend als Emil Erlenmeyer. 
Erlenmeyer studeerde in Gießen onder Justus von Liebig en in Heidelberg onder Friedrich Kekulé. Hij was professor in de chemie aan de universiteit van München van 1868 tot 1883. Zijn experimentele werk bevatte onder andere de ontdekking en synthese van diverse organische verbindingen, waaronder isoboterzuur (1865); in 1861 vond hij de kegelvormige fles uit die zijn naam draagt. Hij stelde tevens de moderne naftaleenformule voor van twee benzeenringen die twee koolstofatomen delen.
In 1880 formuleerde hij de Erlenmeyerregel: alle alcoholen waarin de hydroxylgroep gebonden is aan een koolstof-koolstof-dubbele binding worden spontaan omgezet in aldehyden of ketonen. Dit is het principe van keto-enoltautomerie.
Erlenmeyer verliet zijn universiteit in 1883 om gezondheidsredenen, maar bleef verbonden aan de universiteit als adviseur. Hij overleed in 1909 in Aschaffenburg.